# كيلينغهوزن
كلينغهوزن (بالألمانية: Kellinghusen) هي بلدة ألمانية تقع في ألمانيا في شليسفيغ هولشتاين.  يقدر عدد سكانها بـ 8,024 نسمة .